# Across the Plains (film fra 1911)
Across the Plains er en amerikansk stumfilm fra 1911 af Thomas H. Ince.

## Medvirkende
- Gilbert M. Anderson.
- Gladys Field som Jennie Lee.
- Arthur Mackley.
- John B. O'Brien.
- Fred Church.